# Eleonora van Oostenrijk (1653-1697)
 Eleonora Maria Josefa van Oostenrijk (Regensburg, 31 mei 1653 - Wenen, 17 december 1697) was een lid van het huis Habsburg, aartshertogin van Oostenrijk, en (koninklijke) prinses van Hongarije en Bohemen. Zij was ook koningin van Polen en hertogin van Lotharingen. Zij was de dochter van keizer Ferdinand III en Eleonora van Mantua, diens derde en laatste echtgenote.

## Biografie

### Jeugd
Eleonora van Oostenrijk was het negende van elf kinderen van de keizer, en zijn vierde dochter. Bij haar geboorte had ze nog twee zussen die in leven waren: Maria Anna, koningin van Spanje (1634-1696), en Theresia Maria Josepha (1652-1653). Zij had ook drie broers: Ferdinand IV, koning van Hongarije en Bohemen (1633-1654), Leopold (1640-1705) die na zijn broer troonopvolger werd en vervolgens keizer, en Karel Jozef, grootmeester van de Duitse Orde (1649-1664).
Haar vader stierf in 1657, toen Eleonora nog maar vier jaar oud was. Terwijl haar halfbroer op achttienjarige leeftijd aan het hoofd van Oostenrijk en het Heilige Roomse Rijk komt te staan, groeit de jonge aartshertogin op te Wenen, opgevoed door haar moeder, samen met haar zus Maria Anna Jozefa (1654-1689) en haar broer Ferdinand Jozef Aloysius (1657-1658).

### Koningin van Polen

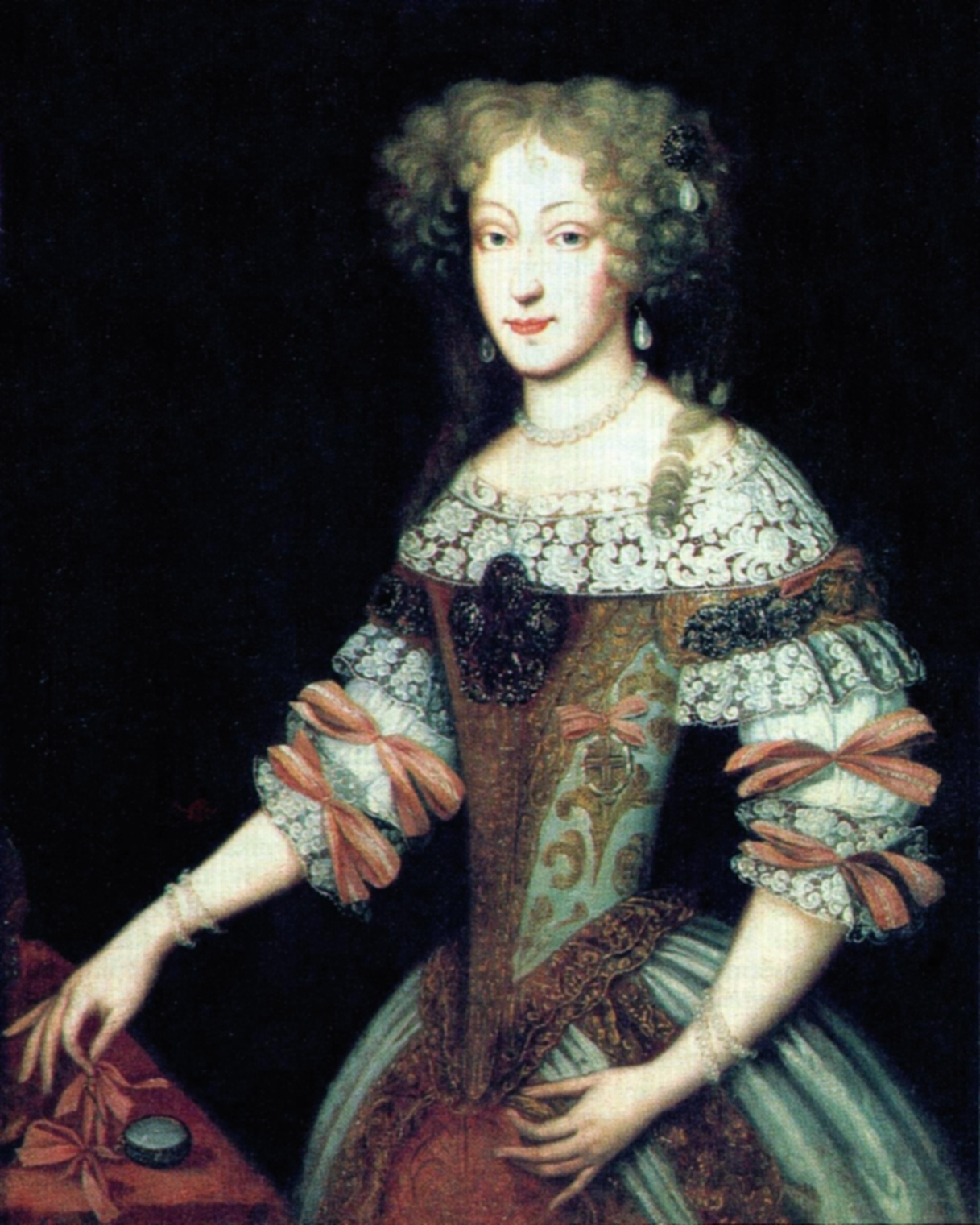
Portret van Eleonora als koningin van Polen (ca. 1670, kasteel Wawel, Krakau).

Op 27 februari 1670 wordt de dan zeventienjarige Eleonora in het Jasna Góraklooster - om staatsredenen - in de echt verbonden met Michaël Korybut Wiśniowiecki, koning van Polen-Litouwen.
Ze verhuisde naar Warschau, waar ze Pools leerde (hoewel ze Latijn als taal prefereerde). Het koppel had een doodgeboren zoontje op 29 november 1670 en in 1671 had Eleonora een miskraam.
De koning, die lichamelijk en geestelijk sterk aftakelde, werd door het merendeel van de adel niet gewaardeerd. Zijn tegenstanders verspreiden de geruchten, dat hij homoseksueel of impotent was. Eleonara greep in deze conflicten slecht zelden in en bewaarde haar waardigheid. Daarnaast vergezelde ze haar echtgenoot op diens officiële tochten door Polen.
Op 10 november 1673 stierf haar echtgenoot. Eleonora blijft in Polen tot er een opvolger voor haar man was verkozen. Vervolgens trok ze terug naar Wenen, waarbij ze de eretitel van "koningin-douairière van Polen" (dewelke ze tot op het einde van haar leven zou dragen).

### Hertogin van Lotharingen en Bar

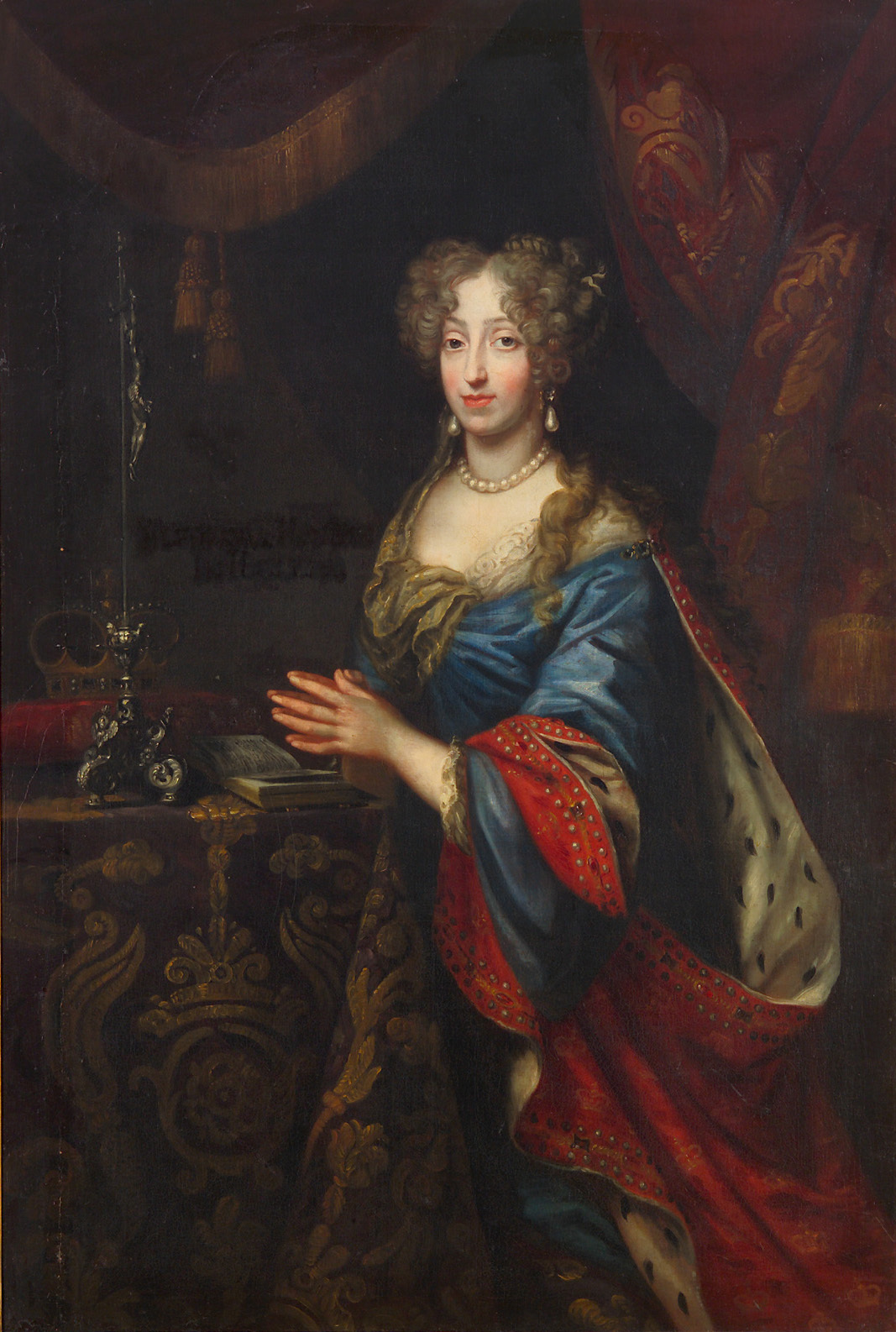
Portret van Eleonora door Charles Brendel (1684, Kunsthistorisches Museum, Wenen).

Teruggekeerd aan het Weense hof, komt ze de beste vriend van haar broer Leopold, de neef en erfgenaam van de hertog van Lotharingen en Bar, Karel, tegen, die op dat moment in ballingschap was aan het hof, daar zijn bezittingen waren bezet door de soldaten van Lodewijk XIV van Frankrijk. Ze worden verliefd. Op 6 februari 1678 vond in Wiener Neustadt hun huwelijk plaats. Karel werd daarop tot stadhouder van Tirol en Voor-Oostenrijk aangesteld en het paar werd de hofburcht in Innsbruck toegewezen.
Het paar kreeg zes kinderen:
- Leopold (1679-1729), hertog van Lotharingen
- Karel Jozef (1680-1715), bisschop van Olmütz en aartsbisschop van Trier (1711-1715)
- Eleonora (1682-1682)
- Karel Ferdinand (1683-1685)
- Jozef Innocent (1685-1705), generaal in het keizerlijk leger
- Frans Jozef (1689-1715), abt van Malmedy.

De oudste zoon, Leopold, zou vader zijn van de latere keizer Frans I Stefan, de stichter van de dynastie Habsburg-Lotharingen.

### Weduwe
Na de dood van haar man streefde de intelligente hertogin-douairière ernaar om de laatste wens van Karel te vervullen en de terugkeer van hun kinderen in hun erfland Lotharingen te bereiken. Op de Rijksdag van Regensburg diende zij een motie in om Lotharingen terug te krijgen. Met de Vrede van Rijswijk in 1697 werd dit doel bereikt. De soevereiniteit van Lotharingen was echter wel aanzienlijk verzwakt, omdat de Franse koning het recht van een vrije militaire doortocht werd gegeven.
Slechts een paar maanden na dit verdrag, overleed de hertogin. Ze had Lotharingen, waarvan ze de naam droeg en waar haar tweede man was begraven, nooit bezocht en werd in de Kapuzinergruft in Wenen bijgezet.